# Degersheim (Sankt Gallen)
Degersheim és un municipi del cantó de Sankt Gallen (Suïssa), situat al districte de Wil.

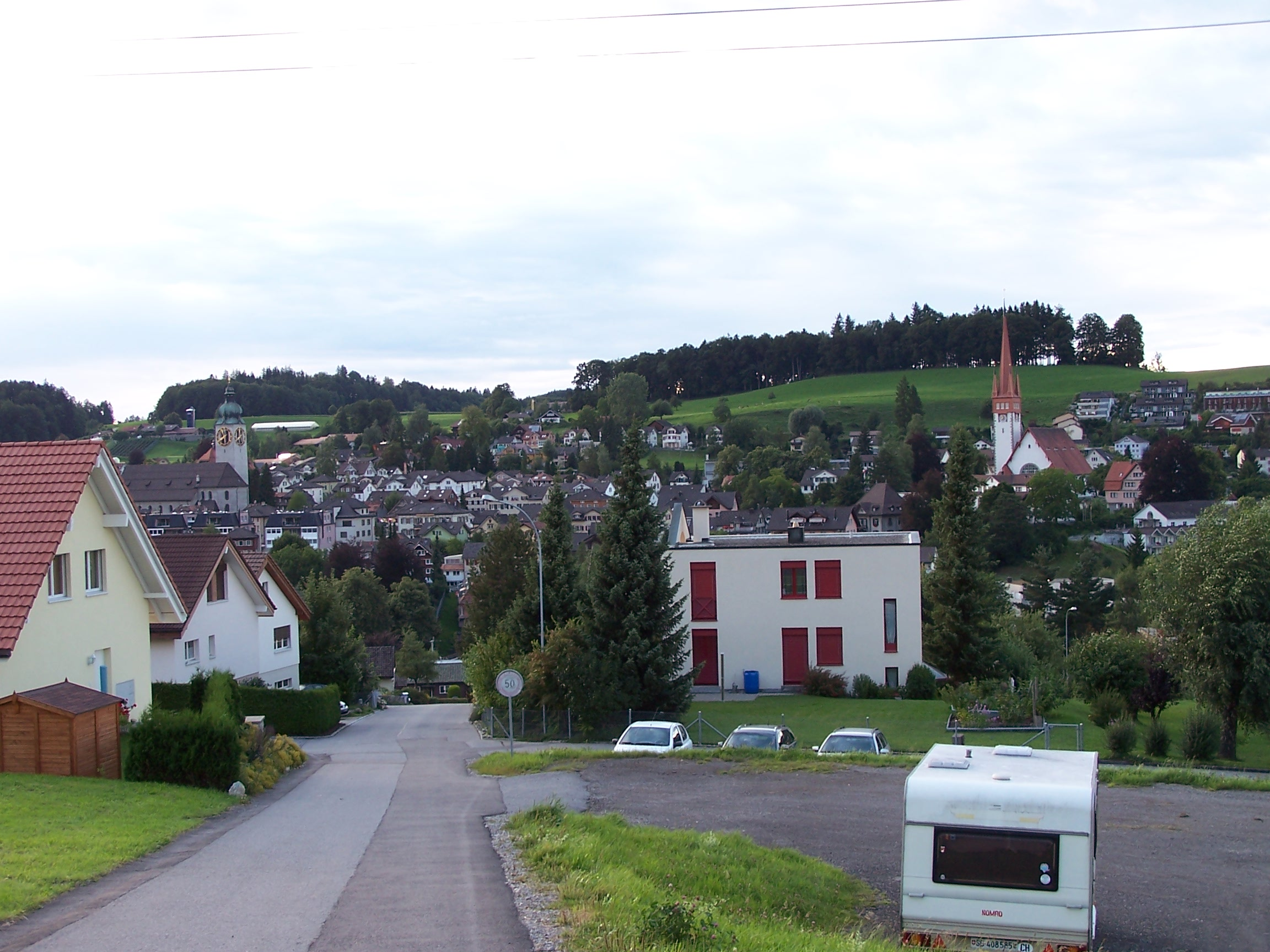
Vista general